# Emma Vilarasau
Emma Vilarasau Tomàs (Sant Cugat del Vallès, 6 aprile 1959) è un'attrice spagnola.

## Filmografia parziale

### Cinema
- La febre d'Or, regia di Gonzalo Herralde (1993)
- Nameless - Entità nascosta (Los sin nombre), regia di Jaume Balagueró (1999)
- Utopía, regia di Maria Ripoll (2003)
- Para que no me olvides, regia di Patricia Ferreira (2005)
- Cruzando el límite, regia di Xavi Giménez (2010)
- Els nens salvatges, regia di Patricia Ferreira (2012)
- La fossa, regia di Pere Vilà i Barceló (2014)

### Televisione
- El 30 d'abril - film TV (1987)
- Lorenzaccio, Lorenzaccio - film TV (1989)
- La bona persona del Sezuan - film TV (1989)
- Sóc com sóc - serie TV, 10 episodi (1990)
- Quico - serie TV, 14 episodi (1992-1995)
- Secrets de família - serie TV, 47 episodi (1995)
- Nissaga de poder - serie TV, 64 episodi (1996-1998)
- Crims - serie TV, 13 episodi (2000)
- Mirall trencat - serie TV, 13 episodi (2002)
- Ventdelplà - serie TV, 362 episodi (2005-2010)
- Eva contra Eva - film TV (2022)
- Ser o no ser - serie TV, 12 episodi (2022-2023)